# جيس رودريغيز
جيس رودريغيز (بالإنجليزية: Jess Rodriguez) (بالإسبانية: Jess Rodríguez) هو لاعب كرة قدم أمريكية أمريكي وإسباني، ولد في 7 أغسطس 1901 في أفيليس في إسبانيا، وتوفي في 12 أكتوبر 1983 في كلاركسبورغ في الولايات المتحدة.

## وصلات خارجية
- جيس رودريغيز على موقع مرجع كرة القدم المحترفة.كوم (الإنجليزية)